# On Our Own
On Our Own är en låt framförd av den amerikanska sångaren och rapparen Bobby Brown, inspelad till soundtrackalbumet för den amerikanska långfilmen Ghostbusters II (1989). Låten skrevs av Babyface, L.A. Reid och Daryl Simmons och producerades av de två förstnämnda.
Efter utgivningen blev låten en hit som nådde andraplatsen på amerikanska poplistan Billboard Hot 100 och förstaplatsen på R&B-topplistan Hot Black Singles.

## Bakgrund och utgivning
Bobby Baresford Brown, född i Massachusetts den 5 februari 1969, fick sin första musikaliska upplevelse vid tre års ålder när hans mor placerade honom på scenen under en livespelning med James Brown. Vid 12 års ålder blev Brown en av grundarna till bandet New Edition vilka nådde fjärdeplatsen på amerikanska poplistan år 1984 med låten "Cool It Now". År 1986 bestämde sig Brown för att satsa på en solokarriär. Första albumet gav endast en måttlig framgång med en singel, "Girlfriend", som placerade sig inom topp-sextio på amerikanska poplistan. Andra albumet, Don't Be Cruel (1989), blev en platinabelönad försäljningssuccé som gav en rad med topp-tio hits: "Don't Be Cruel" nådde åttondeplatsen, "My Prerogative" förstaplatsen samt "Roni" och "Every Little Step" vilka båda placerade sig på tredjeplatsen. Under samma tidsperiod letade producenterna till filmen Ghostbusters II efter musikakter att medverka i filmens soundtrack. Sångaren Ray Parker Jr. nådde förstaplatsen med en låt från första filmens soundtrack och Brown tackade därför ja till att medverka på uppföljaren. Brown erbjöd låten "We're Back" till filmen men ombads att även spela in "On Our Own" som skapats av duon L.A. Reid och Babyface samt Daryl Simmons. Båda låtarna kom med på soundtracket men den sistnämnda valdes ut att bli albumets huvudsingel.

## Komposition och textanalys
"On Our Own" är en R&B-låt som rör sig inom ramarna för new jack swing. Den är en upptempokomposition och utgår från 104 taktslag per minut och är skriven i tonarten E-moll.
"On Our Own" har en inspirerande och motiverande text. Den handlar om att ha tillit till sin egen förmåga och att klara av att göra saker ensam, utan hjälp från andra. Michele Johnson från Classic Rock History ansåg att texten inte bara passade Ghostbusters II utan likväl kunde användas som motto i livet.

## Mottagande

### Kritikers respons
År 2021 tog Michele Johnson från Classic Rock History med låten på hennes lista över Browns tio bästa låtar i karriären. Hon beskrev produktionen som "energigivande" och "upppiggande" och fortsatte: "Man kan inte hjälpa att fastna så fort man hör keyboardet. Den sätter tonen för resten av kompositionen. Allt med musiken funkar. Trumbeatsen pumpar och kommer garanterat få dig att dansa. Låten är väldigt underhållande." Johnson fortsatte: "Browns sång är inte direkt enastående men han visste hur han skulle göra för att skapa en fantastisk låt. Hans inlevelse är vad som får låten att bli vad den är." Hon avslutade med att beskriva refrängen som "medryckande" och att den fick låten att bli "enastående".

## Kommersiell respons
"On Our Own" gick in på plats 64 på poplistan Billboard Hot 100 och blev veckans högsta debut. Den nådde snabbt andraplatsen där den blockerades från att nå högre av "Batdance" av Prince.

## Topplistor
| Lista (1989)                         | Topplacering |
| ------------------------------------ | ------------ |
| USA Billboard Hot 100                | 2            |
| USA Hot Dance Club Songs (Billboard) | 15           |
| USA Hot Black Singles (Billboard)    | 1            |

| Lista (1989)          | Topplacering |
| --------------------- | ------------ |
| USA Billboard Hot 100 | 19           |